# Propellergetriebe (Luftfahrt)

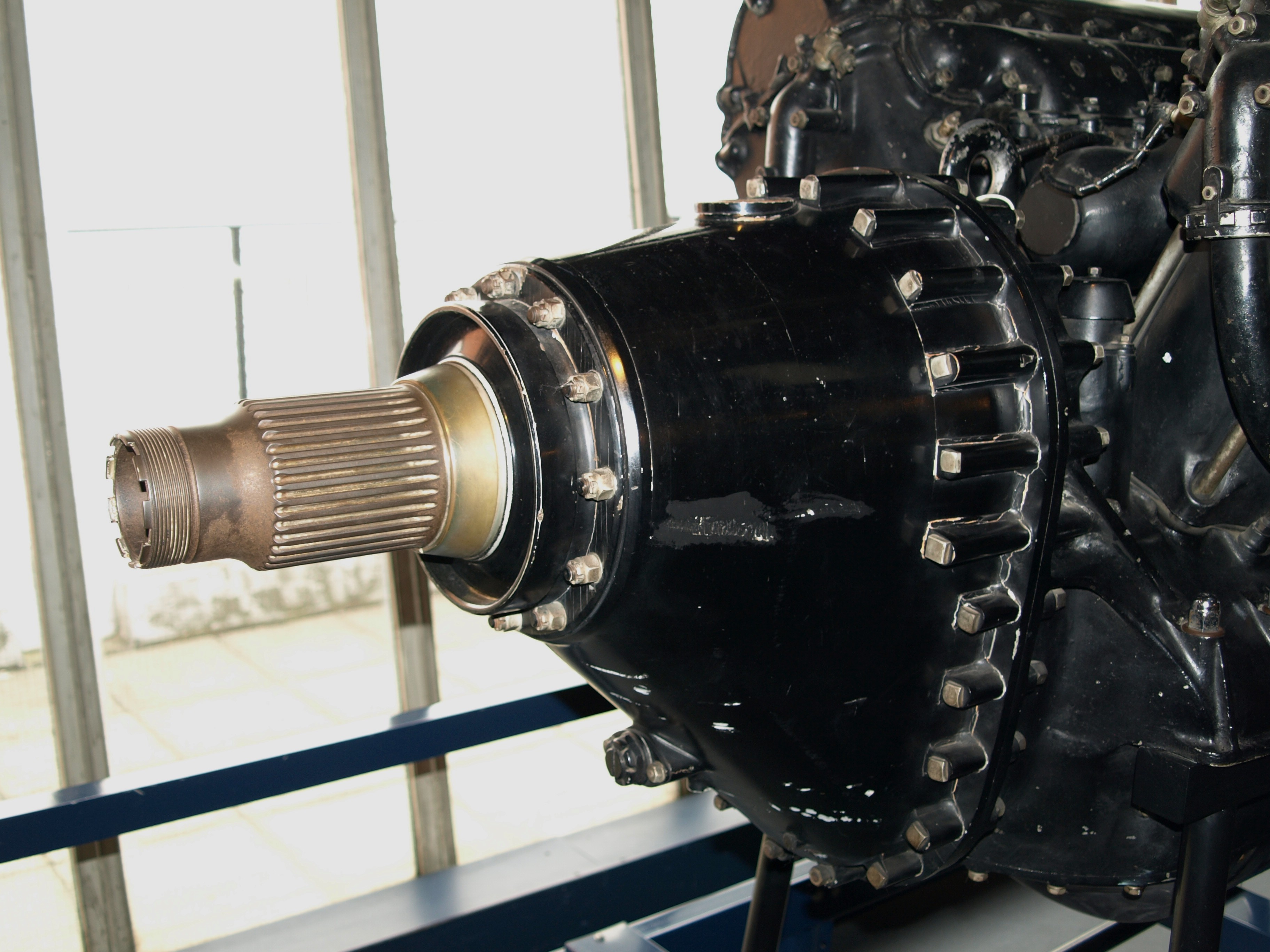
Propellergetriebe eines Rolls-Royce R

Ein Propellergetriebe oder Luftschraubengetriebe ist ein Untersetzungsgetriebe, mit dem die Drehzahl eines hochdrehenden Motors reduziert wird. Dies erlaubt unter anderem den Einsatz von Verbrennungsmotoren mit kleinem Hubraum zum Antrieb eines Propellers in einem geeigneten Drehzahlbereich.

## Geschichte und Funktion
Die Brüder Wright erkannten bereits 1903 die Notwendigkeit eines Propellergetriebes. Allgemeine Verwendung fand es in den 1920er Jahren, als immer größere Motoren entwickelt wurden. Große Hochleistungsmotoren mit hohen Geschwindigkeiten der Kurbelwelle wurden mit Propellergetrieben ausgerüstet, da Piloten eine Verbesserung der Leistungsfähigkeit bei ansonsten identischen Flugzeugen mit und ohne Untersetzungsgetriebe feststellten.

### Ausführungen

Einfaches Stirnradgetriebe

Propellergetriebe können unter anderem folgendermaßen ein- oder mehrstufig ausgeführt sein:
- Kettengetriebe
- Stirnradgetriebe
- Kegelradgetriebe
- Umlaufrädergetriebe
- Riemengetriebe

### Variationen
Der Rolls-Royce Falcon von 1915 besaß ein Umlaufrädergetriebe mit einer Kupplung, die das Drehmoment begrenzte, um die Zahnräder des Getriebes zu schützen. Der spätere Rolls-Royce Merlin verwendete gegenläufige Untersetzungsgetriebe, um gegenläufige Propeller für zweimotorige Flugzeuge anzutreiben – im Gegensatz zu Entwicklung und Bau zweier Motorvarianten mit entgegengesetzter Drehrichtung eine weit günstigere Methode.
Die vorrangige Herausforderung beim Anschluss von Getrieben an Verbrennungsmotoren sind die bei bestimmten Drehzahlen auftretenden Resonanzschwingungen. Die Last des Propellers und des Getriebes kann die Resonanzfrequenzen der Kurbelwelle verändern, so dass es bei bestimmten Drehgeschwindigkeiten schnell zu starken Drehschwingungen kommt. Maßnahmen des Motorkonstrukteurs zur Entschärfung dieser Schwingungen im Motor können nutzlos werden, wenn die Resonanzfrequenzen durch das Getriebe verschoben werden. Bisweilen werden Kupplungen oder elastische Kupplungen verbaut, um Drehschwingungen zu begrenzen.
Motoren der Tiara-Baureihe von Continental Motors verwendeten ein einziges Getriebe zum Antrieb von Propeller und Nockenwelle, um die Propellerdrehzahl auf die Hälfte der Motordrehzahl zu bringen.

## Anwendung

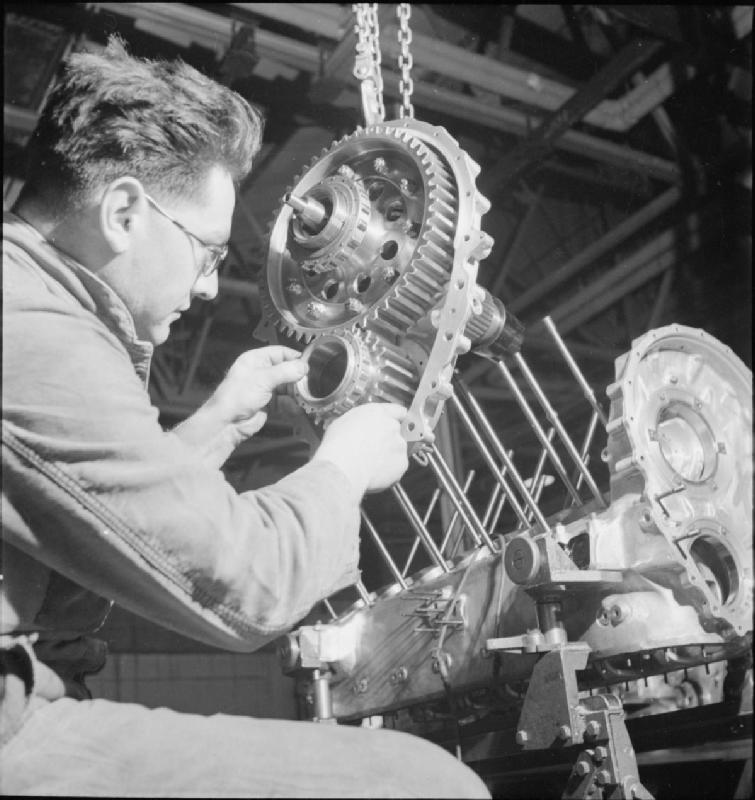
Montage des Luftschrauben-
getriebes (Stirnradgetriebe) an einem Zwölfzylinder-V-Motor Rolls-Royce Merlin, 1942

Die Verwendung von Propellergetrieben war in der Hochphase der Kolbenmotoren in der Luftfahrt in den 1930er und 1940er Jahren gängig. Fast alle Hochleistungskolbenmotoren waren mit einem Propellergetriebe ausgestattet.
Heute ist der Gebrauch von Propellergetrieben in Kitflugzeugen üblich, wenn ursprünglich für den Einsatz in Fahrzeugen bestimmte Motoren verwendet werden. Diese Motoren haben neben den geringeren Preisen typischerweise einen kleineren Hubraum als Motoren, die für den Einsatz in Kleinflugzeugen konstruiert wurden und entwickeln ihre Nennleistung erst bei höheren Drehzahlen – typischerweise über 4000 min−1. Konventionelle Flugzeugmotoren, bei denen der Propeller direkt an der Kurbelwelle angebracht ist, entwickeln ihre Nennleistung in der Nähe der sicheren und effizienten Drehzahl des Propellers bei 2500 bis 3000 min−1. Dieser Drehzahlbereich ist das typische Maximum für einen Propeller eines einmotorigen Flugzeugs aufgrund der Notwendigkeit, die Geschwindigkeit der Propellerblattspitzen unter der Schallgeschwindigkeit zu halten, da es bei Annäherung an die Schallgeschwindigkeit zu Ablösungen an den Blattspitzen kommt, was einen massiven Schubverlust verursacht.
Verschiedene musterzugelassene Motoren wurden jedoch auch mit Propellergetrieben konstruiert. Die Cessna 175 verwendet ein Propellergetriebe, das Teil des Motors
Continental GO-300 ist. Die Helio Courier und verschiedene zweimotorige Modelle von Beechcraft verwenden die mit einem Getriebe ausgerüsteten Lycoming GO-435 und GO-480. Des Weiteren verwenden viele Light Sport Aircrafts Motoren von BRP-Rotax wie den Rotax 912, die Propellergetriebe verwenden.
Außerdem werden oder wurden Propellergetriebe bei Wellenturbinen (Hubschraubertriebwerken) und Turbopropantrieben eingesetzt, zum Beispiel im sowjetischen Kusnezow NK-12 mit bis zu 15.000 PS (11.032 kW).